# 马桑钩丝壳
马桑钩丝壳（学名：Uncinula coriariae）是属于白粉菌目白粉菌科钩丝壳属的一种真菌，寄生在马桑上。该种分布于中国。